# Cystangium megasporum
Cystangium megasporum är en svampart som först beskrevs av Rodway, och fick sitt nu gällande namn av T. Lebel & Castellano 2002. Cystangium megasporum ingår i släktet Cystangium och familjen kremlor och riskor.   Inga underarter finns listade i Catalogue of Life.